# Sam Heaven
Pour les articles homonymes, voir Seka (homonymie) et Heaven.
Sam Heaven de son vrai nom complet Jean-Samuel Seka, né le 9 septembre 1998 à Adzopé, est un producteur et compositeur ivoirien actif en France.

## Biographie
Sam Heaven est originaire de Roubaix.

### Carrière
En 2022, il compose le single Mélange de Roxane Taquet, participante à The Voice Belgique.
Le 14 juillet 2024, il performe au Havana Club Block Party aux Ardentes. 
En 2024, il produit plusieurs sons pour l'album Mon âme de Lyna Mahyem. En juillet 2024, il participe aux côtés de cette dernière à une session d'échange avec de jeunes rappeurs accompagnés par l'association Live à Roubaix.
En 2025, il est programmé pour performer à Solidays le 28 juin 2025.

## Discographie
Liste non exhaustive.

### Musique à l'image
- 2021: Des racines et des rêves sur France 3 (Web-série documentaire)[6]

### Singles
- 2018:
  - Léon de Lou Andrea
  - Marier de Jaymax
- 2020:
  - Allo de Jaymax
  - Motema de Hiro
  - Bye bye de Jaymax
  - Already Won de TEFO
  - Motema de Bramsito
  - 7Vie de Lyms
  - BIZNESS de KaNoé (sur l'album SAVIES)
  - Le Cube de KaNoé (sur l'album SAVIES)
  - Maman Rio de KaNoé (sur l'album SAVIES)
  - Hamidou de Lyms
  - Intro de Bolémvn
- 2021:
  - Dernière fois de Booba Or
  - Besoin d'aide de Unité
  - Je veux que toi de Bramsito
  - J'te connais de Hiro
  - Ogen Ditch de Jayh
  - Dernier soupir de Lyms
  - Allô de Todd
  - Sans EU de Bakari
  - YSL de Ya Levis (sur l'album LCLM: Prélude)
  - Comme ça de Ya Levis (sur l'album LCLM: Prélude)
  - Blanche Neige de Todd (sur l'album Double Vie II)
  - Nada Nada de DYSTINCT
  - Tout doux de Todd (sur l'album LCLM: Prélude)
  - Baby Boy de Eva Queen (sur l'album Happiness)
  - Mal à la vie de Negrito
  - Menottés de Lyms
  - Memento Mori de Lou Andrea
  - Odéon de Lou Andrea
  - AMAPIANO de Youssoupha (sur l'album NEPTUNE TERMINUS)
- 2022:
  - Marianne de Kery James
  - Fait ta vie de Fally Ipupa
  - Bobby Shmurda de Bolémvn
  - LE POETE NOIR de Kery James
  - ZAÏROIS de Youssoupha (sur l'album NEPTUNE TERMINUS)
  - AU CLAIR DE LA LUNE de Youssoupha (sur l'album NEPTUNE TERMINUS)
  - ORIGINES de Youssoupha (sur l'album NEPTUNE TERMINUS)
  - ON VA YEKE de Black M
  - Baby Lova de Naza
- 2023:
  - 1, 2, 3 soleil de Naza Diamant
  - Step By Step de Lyna Mahyem
  - SUPARO (Heaven Sam Remix) de Wayne Flenory
  - Méchante de Ronisia (sur l'album Era 24)
- 2024:
  - Kama de Bolémvn
  - Elle veut jouer de Vegedream[7] (sur l'album De l'autre côté)
  - Une histoire de Naza (sur l'album Nazaland)
  - Whippin de Naza (sur l'album Nazaland)
  - Option de Vegedream (sur l'album De l'autre côté)
  - Mon amour de Vegedream (sur l'album De l'autre côté)
- 2025:
  - Mood de KeBlack Diamant (sur l'album Focus Mentalité)
  - À tes côtés de Jungeli feat. Lenie Or
  - Ying & Yang de KeBlack (sur l'album Focus Mentalité)
  - MANNEQUIN de LOUZIO
  - Zone interdite de Bianca Costa
  - Tout donner de Naza feat. SDM
  - Stuck On You de Mohombi feat. Sam Heaven
  - C'est incroyable de Naza
  - Mamadona de Mohombi